# Aldrey
Das Kunstwort Aldrey (E-AlMgSi) bezeichnet eine Aluminiumlegierung mit Beimischung von 0,5 % Magnesium und 0,5 % Silicium.
Die Zugfestigkeit ist höher als bei reinem Aluminium, nimmt aber bei über 100 °C dauerhaft ab. Das Material hat eine gute elektrische Leitfähigkeit und ist beständiger gegen Korrosion als reines Aluminium. Daher wird es oft als auf einer Properzianlage gezogener Draht zur Herstellung von Freileitungen verwendet.